# Cicno (hijo de Apolo)

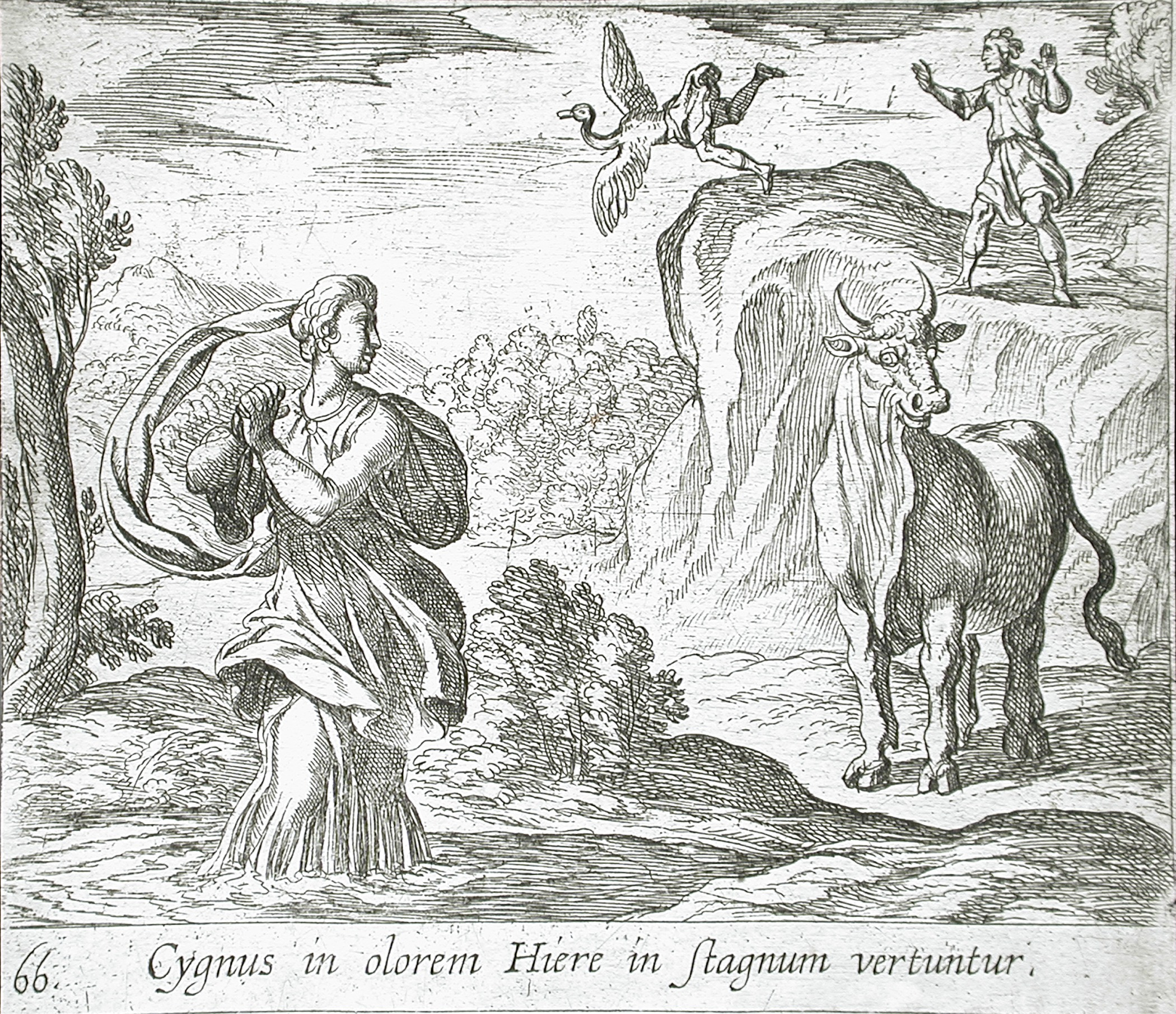
Cicno y Erie de Wilhelm Janson y Antonio Tempesta (1606)

En la mitología griega, Cicno o Cigno (en griego: Κύκνος, Kýknos, esto es, «cisne») era hijo de Apolo y Tiria la hija de un tal Anfínomo. O bien su madre es llamada Hirie.

## Mitología
La historia sobre él está registrada por Antonio Liberal. Según dicho autor, vivió en el país entre Pleurón y Calidón y dedicó la mayor parte de su tiempo a la caza. Era hermoso, pero arrogante e irrespetuoso con muchos otros jóvenes que se enamoraron de él y buscaron su atención. Su actitud finalmente hizo que todos esos jóvenes lo abandonaran; sin embargo, solo uno de ellos, Filio por su nombre, lo amaba lo suficiente como para quedarse a su lado. Cicno lo desafió a tres tareas imposibles, con la esperanza de deshacerse de él. La primera tarea era matar a un león que amenazaba el territorio sin usar armas. Filio consumió mucha comida y vino y luego lo vomitó en el lugar donde solía aparecer el león; la bestia se comió los productos y se embriagó con vino, con lo cual Filio lo estranguló con su propia ropa. La segunda tarea consistía en atrapar dos buitres devoradores de hombres de enorme tamaño que representaban una amenaza igual para el territorio, nuevamente sin el uso de ningún armamento. Mientras Filio estaba contemplando una forma de cumplir con la tarea, vio a un águila caer accidentalmente a su presa, una liebre muerta, al suelo. Filio luego se untó con la sangre de la liebre y se quedó quieto en el suelo, fingiendo estar muerto. Cuando los buitres lo atacaron, los atrapó por los pies y los llevó a Cicno.
Finalmente, Filio tuvo que traer un toro al altar de Zeus con sus propias manos. Al no poder encontrar una manera de realizar esta última tarea, rezó a Heracles por ayuda. Luego vio a dos toros peleando por una novilla y esperó hasta que, en el curso de la pelea, ambos cayeron al suelo y quedaron indefensos, lo que le permitió agarrar a uno de los toros por las patas y arrastrarlo al altar. En este punto, Heracles hizo que Filio no obedeciera más las órdenes de Cicno. Cuando Cicno descubrió eso, se sintió deshonrado y se suicidó arrojándose a un lago llamado Conope; su madre Tiria hizo lo mismo. Apolo los convirtió a ambos en cisnes. El lago se hizo conocido como el Lago de los Cisnes debido a eso, y cuando Filio murió, fue enterrado cerca de él.
Ovidio también incorpora la historia de Cicno y Filio en su Las metamorfosis: en su versión, Filio realiza las tres tareas, pero se niega a entregar el toro domesticado a Cicno. Este último es despreciado y se arroja por un acantilado, pero se transforma en un cisne mientras cae y se va volando. Su madre, Erie, sin darse cuenta de la transformación y pensando que está muerto, se disuelve en lágrimas y se transforma en el lago Erie.